# Vòng loại Giải vô địch bóng đá thế giới 2018 – Khu vực châu Á (Vòng 4)
Vòng 4 của vòng loại giải vô địch bóng đá thế giới 2018 khu vực châu Á diễn ra từ ngày 5 đến ngày 10 tháng 10 năm 2017.

## Thể thức
Ở vòng đấu này, 2 đội đứng thứ 3 từ vòng 3 thi đấu 2 lượt đi và về theo thể thức sân nhà - sân khách để chọn ra đội xuất sắc nhất lọt vào vòng play-off với đội xếp thứ tư của khu vực CONCACAF.

## Các đội tuyển vượt qua vòng loại
| Bảng (vòng 3) | Đội xếp hạng 3 |
| ------------- | -------------- |
| A             | Syria          |
| B             | Úc             |

## Các trận đấu
| Đội 1 | TTS | Đội 2 | Lượt đi | Lượt về      |
| ----- | --- | ----- | ------- | ------------ |
| Syria | 2–3 | Úc    | 1–1     | 1–2 (s.h.p.) |

| Syria                  | 1–1                            | Úc          |
| ---------------------- | ------------------------------ | ----------- |
| - Al Somah 85' (ph.đ.) | Chi tiết (FIFA) Chi tiết (AFC) | - Kruse 40' |

| Úc                 | 2–1 (s.h.p.)                   | Syria         |
| ------------------ | ------------------------------ | ------------- |
| - Cahill 13', 109' | Chi tiết (FIFA) Chi tiết (AFC) | - Al Somah 6' |

Úc giành chiến thắng với tổng tỉ số 3–2 và giành quyền tham dự trận play-off liên lục địa.

## Cầu thủ ghi bàn
Đã có 5 bàn thắng ghi được trong 2 trận đấu, đối với trung bình 2.5 bàn mỗi trận đấu.
2 bàn
- Tim Cahill
- Omar Al Somah

1 bàn
- Robbie Kruse